# Instituto Gallego de Estudios Célticos
El Instituto Gallego de Estudios Célticos (IGEC) es una asociación cultural creada en el año 2009. El principal objetivo del Instituto es promover la investigación multidisciplinar en el campo de los estudios celtas en Galicia, norte de Portugal y el marco atlántico europeo, con atención especial a las llamadas naciones celtas. El IGEC también promueve el conocimiento de la historia, cultura y sociedad de Galicia, así como el intercambio académico y científico. Además, el Instituto tiene como objetivo la recuperación y preservación (a través de la educación) de los elementos de la cultura celta presentes y visibles en la sociedad contemporánea gallega.
El IGEC participó en los foros públicos organizados en abril de 2011, ('The Celts of Atlantic Europe'), en Narón. Delegados del IGEC participaron también ese mismo año en el International Congress of Celtic Studies en Maynooth, Irlanda.
El Instituto tiene autogobierno y es independiente, a pesar de que muchos de sus miembros son académicos y trabajan en distintas áreas como la arqueología, la historia, la geografía, la lingüística y las ciencias sociales.

## Miembros
- Dr. André Pena Graña: Presidente, Decano y fundador. Doctor en arqueología e historia antigua. Arqueólogo del Ayuntamiento de Narón.
- Michelette Harris: Directora administrativa del IGEC. Graduada en Filosofía y Educación.
- Laureano F. Carballo, arqueólogo especialista en la Edad de Bronce y numismática.[4]

Antiguos miembros: Heitor Rodal (presidente cofundador), Calros Solla, José Manuel Barbosa, Xoán M. Paredes, Dra. Blanca García Fernández-Albalát, Laureano Carballo, Dr. Higinio Martins.
Miembros eméritos y colaboradores: Dr. Venceslas Kruta, Dr. Jean Haudry, Dr. Robert Onmès, Dr. Fabien Regnier.

### Otros artículos
- Diócesis de Britonia
- Cultura castreña
- Galaicos
- Lengua galaica